# Sohn Pokee
Sohn Pokee  (손보기) (Sohn, Bo-gi) (1922 - 2010) (Sohn, Bo-gi) est un préhistorien coréen.
Il est l'auteur de recherches sur la Préhistoire de la Corée et sur l'histoire de la période Joseon.

## Biographie
Après avoir obtenu son diplôme de la Hwimun Gobo (Whimoon Middle School) en 1940 et du Département de littérature du Yeonhee College en 1943, il est diplômé du Département d'histoire de l'Université nationale de Séoul. En 1964, il a obtenu son doctorat en histoire nationale de l'Université de Californie. Depuis 1964, il a été professeur à l'Université Yonsei, directeur du musée, directeur du College of Literature et directeur du Hanbul Culture Research Institute, et a pris sa retraite en 1987. Après sa démission, il a créé le Korean Teacher Culture Research Institute, et il s'est intéressé à la culture préhistorique. Depuis 1992, il a commencé comme professeur invité à l'Université de Dankook, et a été professeur titulaire, en tant que directeur du Korean Folklore Research Institute et du Seokju Seon Memorial Museum. Le 31 octobre 2010, à 19 heures, à l'âge de 88 ans, il est décédé de vieillesse.

## Carrière
Sohn Pokee a effectué des recherches sur le système politique de la dynastie Joseon lorsqu'il a orienté sa carrière vers les recherches préhistoriques, et plus que tout sur la Préhistoire de la Corée.
Les premières découvertes significatives sur le Paléolithique coréen datent de 1964 avec le site de Seokjangni (Seokjang-ri, commune de Gongju, Chungcheongbuk-do) où le Professeur Sohn se trouve être le pionnier des recherches sur le Paléolithique en Corée. Il y effectue les découvertes majeurs qui fondent ce domaine de la recherche préhistorique du pays : des outils taillés du Paléolithique dont quelques bifaces. 
Il poursuit ensuite cette enquête, à partir de 1974, sur un site du Chungcheongbuk-do : la grotte de Jeommal (commune de Jecheon)  qui atteste, par ses restes fauniques, d'une présence humaine au Paléolithique ancien (env. 700 000–100 000 ans).
Invité en France par le Professeur Henri de Lumley en 1976, à l'occasion du IXe congrès de l'IUSPP, il organise une collaboration scientifique encore très active aujourd'hui. Avec lui, des recherches modernes et interdisciplinaires se mettent en place. 
Il découvre, à partir de 1981, dans l'abri-sous-roche de Sangsi (commune de Danyang) occupé par Homo sapiens  au Paléolithique supérieur, les plus anciens restes humains fossiles connus en Corée (en 2011). 
De 1983 à 1985, il met au jour, dans la grotte de Geum-gul (commune de Danyang), une industrie lithique abondante datant du Paléolithique ancien associée à une faune de grands mammifères quaternaires. C'est, par sa richesse, un site de référence pour le Paléolithique coréen.
Ses découvertes sur le site de Seokjangni dans les années 1960 ont apporté la preuve de l'ancienneté de l'occupation de l'espace coréen par des hommes. L'un de ces premiers bifaces découverts sur le site de Seokjangni était en porphyre et daté du Paléolithique moyen.

## Publications
- (en) Sohn, Pow-Key (1922-2010) ; Hong, Yi-Sup (1914-1974) et Kim, Chol-choon, The History of Korea, Séoul, Korean National Commission for UNESCO, 1970, VI-363 p., 23 cm
- (en) Sohn, P, Lower and middle paleolithic cultural layers at the Sokchangni site, t. 7, Hankuksayongu Study of Korean History, 1972, p. 1– 58
- (en) Yi Sun-Sin et Sohn Pow-key (éditeur scientifique) (trad. Ha Tae-hung, traduction), Nanjung Ilgi : war diary of Admiral Yi Sun-sin, Séoul, Yonsei university press, 1980, XXXIII-371 p., 23 cm
- (en + de) Sohn, Pokee (contributor) ([Exposition. Mayence, Gutenberg Museum. 1983] Textes anglais avec trad. allemande en regard), Frühe coreanische Druckkunst : 1883-1983, Séoul, Korean overseas information service, 1983, 96 p., 26 cm
- (ko) Sohn, P., Excavation of the Danyang Dodamni, Report of Excavation of Sites in the Submerged Area for Chungju Dam Construction, Cheongju: Chungbuk University Museum, 1984
- Sohn, P., Early Man in Sangshi Rockshelter 1, Séoul, Laboratory of Prehistory, Yonsei University, 1984
- (en + ko) Sohn, Pow-key, Early Korean Printing (Han kuk ūi ko hoal ča), Séoul, Korean overseas information service, 1984, 82 p.
- (ko) Sohn, P., Excavation of the Danyang Dodamni : Report of extended excavation of sites in the submerged area for chungju dam construction, Chungbuk University Museum, 1985
- (en + ko) Sohn, Pow-key, Early Korean typography (Han kuk ūi ko hoal ča), Séoul, Bo jin jai, 1988, 488 p., 38 cm
- (en) Sohn, Pokee (Extrait de : The palaeoenvironment of East Asia from the mid-tertiary : proceedings of the Second Conference : volume II. Oceanography, Palaeozoology and Palaeoanthropology / Pauline Whyte (Coord.) 1988, p. 1124-1185), Bone tools of Younggul cave at Chommal, Korea, Hong-Kong, 1988, 62 p.
- (ko) 손보기 Son, Pokee, Han kuk ku sōk ki hak yōn ku ūi kil čap i : 한국구석기학연구의길잡이, Sō ul, Yŏnse taehakkyo chʻulpʻanbu,‎ 1988, 249 p., 27 cm
- (en) Sohn, Pokee (contribution), « Prehistory of Korea: Evolution and change since the middle Pleistocene », Bulletin of the Indo-Pacific Prehistory Association, vol. 1, no 10,‎ 1991.
- (en) Shenglong Lin, Zhoukoudian Peking Man Site : A World's significant site of cultural importance, IVPP - Institute of Vertebrate Paleontology and Paleoanthropology ; Chinese Academy of Sciences, 1994, 63 p.
- (en) Sohn, Pokee, Social history of the early Chosŏn dynasty : the functional aspects of governmental structure, 1392-1592, Séoul, Jisik-sanup Publications, 2000, XII-327 p., 24 cm (ISBN 89-423-1057-5)